# ハッピー・デス・デイ
『ハッピー・デス・デイ』（原題: Happy Death Day）は、2017年のアメリカのホラーコメディ映画である。クリストファー・ランドンが監督、スコット・ロブデルが脚本を務め、ジェシカ・ローテ、イズラエル・ブルサードが出演する。
2017年10月13日にユニバーサル・ピクチャーズから米国で公開され。480万ドルの製作費で全世界で1億2500万ドルの興行収入を記録した。続編の『ハッピー・デス・デイ 2U』が2019年2月13日に公開された。

## ストーリー
9月18日月曜日。テレサ・ゲルブマン（ツリー）は同じ寮に住むカーター・デイヴィスの部屋で目を覚ました。この日はツリーの誕生日というおめでたい日であったが、昨夜のどんちゃん騒ぎで大酒を飲んでしまったため、ツリーの体調は優れなかった。そのせいか、ツリーはクラスメートに対して無愛想に振る舞った挙げ句、父親からレストランに招待されていたのをすっぽかしてしまう。ルームメイトのロリが作ってくれたケーキをゴミ箱に捨てたツリーは、いつものように既婚者でもあるグレゴリー・バトラー教授との不倫を楽しんだ。その夜、パーティー会場に向かっていたツリーは、トンネル内にオルゴールがあることに気が付いた。気になってオルゴールに近づいたツリーは、不意に現れた大学のマスコットであるベビーのお面をつけた人物に殺されてしまうのだった...。
...ふと気が付くと、ツリーはカーターの部屋で目を覚ましていた。訝しく思ったツリーが色々と調べてみると、自分が9月18日の朝にいることが判明した。同じ過ちを繰り返すまいと心に誓ったツリーは心穏やかに日中を過ごし、パーティー会場へ向かう途中にあるトンネルを無視した。ところが、ツリーがクラスメートのニックとじゃれ合っている最中に、再びベビーマスクの殺人鬼が現れ2人を殺害したのである。その後、またしてもツリーはカーターの部屋で目を覚ました。自分がタイムループの中にいると確信したツリーは「外出しなければ殺されまい」と考え、自室のドアの前にバリケードを築いて閉じこもった。しかし、浴室に潜んでいた犯人に襲撃され、またしてもツリーは殺されてしまうのだった。4回目、ツリーは信じてもらえないことを覚悟の上で、カーターに自分の体験を語った。カーターは良くできた冗談だと思いながらも「もしも本当にループしているのなら、それを利用すれば良い。何回か繰り返しているうちに、犯人が誰なのかを割り出せると思うよ。」とアドバイスしてくれた。ツリーは疑わしい人物を1ループ毎に1人ずつ監視していったが、結局は別の人間に殺されてしまうのだった。
野球バットで撲殺されたツリーが再びカーターの部屋で目を覚ますと、そのまま意識を失ってしまった。次にツリーが目を覚ましたとき、彼女は病院にいた。いくらループしているとはいえ、襲撃されたことによるダメージは確実にツリーの体を蝕んでいたのである。殺人犯を倒したい一心で、ツリーは病身を顧みずに脱走した。どこからともなくやってきたベビーマスクの殺人鬼に追い回されたが、ツリーはグレゴリーの車で逃げ切ることに成功した。しかし、運転中、ツリーは警察の検問に引っかかってしまい、逮捕されてパトカーの後部座席に押し込められることとなる。警察署の拘置施設なら殺人鬼と言えども手が出せまいと考えたのもつかの間、車で追いかけてきたベビーマスクの殺人鬼により、この目論見も崩れ去ることとなってしまった。警官をひき殺したベビーマスクの殺人鬼はパトカーから漏れ出るガソリンに火を付けて、火から逃げられなかったツリーはそのまま18日の朝へと再度ループすることになった。
万策尽きたツリーはカーターに自分が置かれている状況を必死で説明した。ツリーがふざけているように見えなかったカーターは、半信半疑のまま彼女をレストランへと連れて行き、そこで話を聞くことにした。話を聞いている最中、連続殺人犯のジョゼフ・トゥームズがツリーの通う大学の附属病院に運び込まれたとのニュースがテレビで流れた。トゥームズこそ自分を何回も殺した人間だと直観したツリーは、彼の脱走を未然に防ぐべく病院へと急行した。しかし、時すでに遅く、トゥームズはすでに脱走していたのであった。トゥームズはツリーを殺そうとしたが、カーターの邪魔があって手を出すことができなかった。大学の時計台にあったバールでトゥームズを殴り倒し、「これでループが終わる」という安堵感に包まれたツリーだったが、極めて残酷な現実を突き付けられることとなった。

## 登場人物

### 主要人物
テレサ・“ツリー”・ゲルブマン（Theresa "Tree" Gelbman）
演：ジェシカ・ローテ
本作の主人公。通称ツリー。誕生日に殺されては同じ誕生日の朝に戻ってしまう悪夢のタイムループを経験する。
タイルムープ前は自己中心的かつ高飛車な性格で、何人もの男と性行為に溺れる尻軽な行動をとっていたが、タイムループを経験していくうちに性格や行動も改善していくようになる。上記の性格ではあるが交友関係は良好である。
日本語吹替え版ではツリーではなく、トリーと呼ばれている。
カーター・デイヴィス（Carter Davis）
演：イズラエル・ブルサード
面倒見の良い好青年。酔いつぶれてしまったツリーを自室に泊めてあげた。他の人物とは異なり、ツリーからループの事を打ち明けられた際に彼女と共に対抗策を考える。
ちなみに、部屋の入り口には「今日は残りの人生の最初の日」と記されたステッカーが貼られている。

### ベイフィールド大学内の人物
ロリ・シュペングラー（Lori Spengler）
演：ルビー・モディーン
ツリーのルームメイト。ツリーに対して友好的に接するが、彼女からは無下な扱いを受ける。
グレゴリー・バトラー（Gregory Butler）
演：チャールズ・エイトキン
ベイフィールド大学の講師で、附属病院でも勤務している。妻がいるが、ツリーと不倫している。
ダニエル・ボーズマン（Danielle Bouseman）
演：レイチェル・マシューズ
意識高い系女子で、ツリーも所属するグループ「カッパ会」のリーダー。かなりのナルシスト。
ライアン・ファン（Ryan Phan）
演：フィー・ヴ
カーターのルームメイト。アジア系で、言葉遣いが汚い。
ニック・シムズ（Nick Sims）
演：ブレイン・カーン3世
ダニエルが好意を寄せている男子大学生。ただ、彼自身はツリーに好意を寄せている。
ベッキー・シェパード（Becky Shepard）
演：カメリア・スミス
「カッパ会」に所属する女子大学生。意識があまり高くないため、ダニエルに目を付けられている。
ティム・バウアー（Tim Bauer）
演：カレブ・スピルヤーズ
ツリーと一夜をともにしたことのある男子大学生。ツリーに好意を抱いているが、彼女からは見向きもされない。

### 学外の人物
ステファニー・バトラー（Stephanie Butler）
演：ローラ・クリフトン
グレゴリーの妻。彼の事を愛しており、ツリーとの不倫に関しては気づいていない。
デヴィッド・ゲルブマン（David Gelbman）
演：ジェイソン・ベイル
ツリーの父。母親の死後、男手一つで娘を育ててきた。
ジュリー・ゲルブマン（Julie Gelbman）
演：ミシー・イェーガー
ツリーの母親。故人。ツリーとは誕生日が同じ。
ジョン・トゥームズ（John Tombs）
演：ロブ・メロ
連続殺人犯。大学の附属病院に運び込まれ、拘束されている。

## キャスト
※括弧内は日本語吹き替え。
- テレサ・“ツリー”・ゲルブマン - ジェシカ・ローテ（行成とあ）
- カーター・デイヴィス - イズラエル・ブルサード（中村章吾）
- ロリ・シュペングラー - ルビー・モディーン（うえだ星子）
- グレゴリー・バトラー - チャールズ・エイトキン（志賀麻登佳）
- ダニエル・ボーズマン - レイチェル・マシューズ（山中まどか）
- ステファニー・バトラー - ローラ・クリフトン
- デヴィッド・ゲルブマン - ジェイソン・ベイル
- ジョン・トゥームズ - ロブ・メロ（佐々木薫）
- ライアン・ファン - フィー・ヴ（虎島貴明）
- ニック・シムズ - ブレイン・カーン3世
- ベッキー・シェパード - カメリア・スミス
- ティム・バウアー - カレブ・スピルヤーズ（塩見宗真）
- キース・ランブリー - ラムジー・アンダーソン
- デモ運動を行う学生 - テネア・イントリアゴ
- サントラ保安官 - デイン・ローズ
- ジュリー・ゲルブマン - ミシー・イェーガー
- エミリー - トラン・トラン

## 製作
本作の製作が発表されたのは2007年のことで、ミーガン・フォックスが出演を務める予定であった。当初の予定では、本作のタイトルは『Half to Death』であり、マイケル・ベイがプロデューサーを務めることになっていた。2016年10月11日、ジェイソン・ブラム率いるブラムハウス・プロダクションズがジェシカ・ローテを主演に迎えて本作の企画を再始動させたと報じられた。11月8日、イズラエル・ブルサードやルビー・モディーンら主要キャストが発表された。
本作の主要撮影はルイジアナ州ニューオーリンズで行われた。
ランドンは本作を演出するに当たって、『恋はデジャ・ブ』、『ハロウィン』、『スクリーム』、『バック・トゥ・ザ・フューチャー』、『すてきな片想い』、『E.T.』、『グーニーズ』、『アメリカ物語』、『グレムリン』、『インナースペース』、『タッカーとデイル 史上最悪にツイてないヤツら』、『暗闇にベルが鳴る』、『ヘザース/ベロニカの熱い日』を参考にしたと語っている。
マスコットのお面をデザインしたトニー・ガードナーは『スクリーム』のゴーストフェイスをデザインした人間でもあった。ランドンはお面に関して「製作中に、私の妻が第1子を授かったとの報告を受けました。赤ちゃんのイメージが脳内にあったのかは分かりません。また、無意識のうちに私が父親になることを恐れていたのかどうかもはっきりしません。しかし、赤ん坊のイメージがモヤモヤとした形で頭に浮かんでいたことは確かです。トニーは豚のお面をデザインしてくれましたが、私が事務所で赤ん坊のお面を被って同僚を驚かせていると、私たちは『これだ！』という気分になりました。これが求めていたものなのだと。」とコメントしている。

### エンディングの変更
当初、本作のエンディングは「ループを抜け出したツリーがそのまま大事を取って入院することになったが、安堵したのも束の間、看護師に成り済まして病室に入ってきたステファニー・バトラーに殺害される。ステファニーは夫と不倫していたツリーを憎んでいたのである。」というものだったが、試写会で酷評されたため、エンディングを変更せざるを得なくなった。そうして出来上がったのが本作の劇場公開版のエンディングである。

## 興行収入
本作は『マーシャル 法廷を変えた男』、『ザ・フォーリナー/復讐者』、『ワンダー・ウーマンとマーストン教授の秘密』と同じ週に公開され、公開初週末に1500万ドルから2000万ドルを稼ぎ出すと予想されていたが、公開日が13日の金曜日というホラー映画日和であったため、さらに数字を伸ばす可能性も指摘されていた。2017年10月13日、本作は全米3130館で封切られ、公開初週末に2603万ドルを稼ぎ出し、週末興行収入ランキング初登場1位となった。

## 評価
本作は批評家から好意的に評価されている。映画批評集積サイトのRotten Tomatoesには60件のレビューがあり、批評家支持率は65%、平均点は10点満点で6点となっている。サイト側による批評家の見解の要約は「『ハッピー・デス・デイ』はユーモラスかつダークな雰囲気のSF展開をスラッシャー・ホラーの伝統と結びつけた。そこにはジェシカ・ローテのスター性のある演技も加わってエッジが効いたものになっている。」となっている。また、Metacriticには25件のレビューがあり、加重平均値は57/100となっている。なお、本作のCinemaScoreはBとなっている。